# Boinville-le-Gaillard
Boinville-le-Gaillard è un comune francese di 606 abitanti situato nel dipartimento degli Yvelines nella regione dell'Île-de-France.

## Società

### Evoluzione demografica
Abitanti censiti